# Аниций Фауст
Ани́ций Фау́ст (лат. Anicius Faustus) — римский государственный деятель второй половины III века.

## Биография
Отцом Аниция Фауста, возможно, был проконсул Африки Секст Кокцей Аниций Фауст Паулин. Полное его имя точно не установлено. В некоторых исследованиях оно восстанавливается как Марк Юний Цезоний Никомах Аниций Фауст Паулин (лат. Marcus Junius Caesonius Nicomachus Anicius Faustus Paulinus). Также, возможно, что консул 298 года идентичен с неким Секстом Аницием Фаустом Павлинианом, либо был его братом. О последнем известно, что он был покровителем города Узаппа в Африке (совр. Узалис в Тунисе).
Аниций Фауст был дважды консулом. Первый раз он, очевидно, был консулом-суффектом (неизвестно в каком году, данных об этом консулате не сохранилось), так как в источниках его консулат 298 года помечается как второй. Его коллегой по консулату 298 года был Вирий Галл, считавшийся младшим консулом. Известно, что Аниций Фауст занимал должность префекта Рима в 299—300 годах.
Сыновьями Фауста, предположительно, были Амний Аниций Юлиан и Секст Аниций Фауст Павлин, консулы 322 и 325 годов соответственно.
Иногда Фаусста отождествляют с городским претором Марком Юнием Цезонием Никомахом Аницием Фаустом Паулином, который восстановил Великий алтарь Геркулеса. однако надпись на алтаре датируется 321 годом, этот человек, вероятнее всего, был сыном или внуком Фауста. Другие исследователи, такие как Андре Шастаньоль, придерживаются мнения, что две стороны алтаря были созданы в разное время.